# 趙正宇 (足球運動員)
趙正宇（英語：Chiu Ching Yu Sergio，2006年3月7日—），香港足球運動員，司職中場，現時效力香港超級聯賽球會標準流浪。

## 早年生活
趙正宇生於香港，七歲加入阿仙奴(香港)足球學校接受正規足球訓練，青年時期曾代表傑志、南華、香港飛馬（車路士足球學校）出戰各年齡層的青少年聯賽。2022年，趙正宇加入標準流浪U18。
趙正宇小學就讀於香港浸會大學附屬學校王錦輝中小學，中學就讀於拔萃男書院，在2023/24年度全港學界精英足球比賽在對陣英華書院的決賽中交出兩入球一助攻，協助學校反勝勁敵奪得冠軍，並獲選最有價值球員。

## 球會生涯
2023/24球季，趙正宇正式從青年軍加入標準流浪一隊。2023年8月，於對陣深水埗的聯賽中後備入替，完成職業生涯首場比賽。2023年12月，於菁英盃對陣傑志的分組賽中取得職業生涯首個入球。球隊打入該屆菁英盃決賽，並擊敗港超班霸傑志，事隔29年再度奪得錦標。趙正宇獲選為賽事「U22星中之星」。
2024/25年度賽季，完成學業的趙正宇以外借身份外流泰國丙組聯賽球會芭堤雅城。

## 榮譽
標準流浪
- 香港菁英盃冠軍（2023–24季度）

## 外部連結
- 香港足球總會 （页面存档备份，存于）